# Aponeurosi
Les aponeurosis (que deriva del grec απο, "lluny" i νευρον, "tendó") són capes de tendons plans i amples. Són de color platejat-blanquinós i histològicament són similars a tendons i són nutrits pels vasos sanguinis i els nervis. Es tracta de cartílag fibrós formant xarxes denses de teixit connectiu que aporta una gran força de tracció en el pla de l'entramat fibrós. Normalment, s'organitza en forma de capes que es difuminen en ventres musculars. Les principals zones del cos que tenen aponeurosis gruixudes són la regió abdominal ventral, la lumbar dorsal i la regió plantar i palmar.
La seva funció principal és unir els músculs i les parts del cos on actuen els músculs.

## Anatomia

### Aponeurosis abdominals anteriors
Les aponeurosis abdominals anteriors es troben just a la part superior del múscul recte major de l'abdomen. Limita amb l'oblic major de l'abdomen, els músculs pectorals i el dorsal ample.

### Aponeurosis lumbars posteriors
Aquestes aponeurosis es troben a la part superior dels músculs epaxials del tòrax que són el múscul multífid del raquis i el sacrospinal.

### Aponeurosis palmars i plantars i extensor
L'aponeurosi palmar es troba als palmells de les mans. Les aponeurosis extensores es troben a la part de darrere dels dits.

L'aponeurosi plantar es troba a la planta del peu.

### Membranes intercostals anterior i posterior
Es troben entre les costelles i són la continuació dels músculs intercostals i els intercostals interns respectivament.

### Gàlea aponeuròtica
Aquesta aponeurosi és una capa densa de teixit fibrós que va des del múscul frontal al múscul occipital.

## Músculs pennats i aponeurosis
El múscul pennat en els quals les fibres musculars estan orientades en un angle en la línia d'acció, típicament tenen dues aponeurosis i totes dues s'aprimen en un tendó.
Emmagatzematge d'energia elàstica: com en els tendons, les aponeurosis unides a músculs pennats poden absorbir energia i retornar-la.